# Jezgroviće
Jezgroviće (en serbe cyrillique : Језгровиће) est un village de Serbie situé dans la municipalité de Tutin, district de Raška. Au recensement de 2011, il comptait 224 habitants.

## Démographie

### Évolution historique de la population
| 1948 | 1953 | 1961 | 1971 | 1981 | 1991 | 2002 | 2011 |
| ---- | ---- | ---- | ---- | ---- | ---- | ---- | ---- |
| 162  | 177  | 205  | 200  | 183  | 215  | 237  | 224  |

|  |